# Стара турска поща (Скопие)
Старата турска поща (на македонска литературна норма: Стара турска пошта) е османска публична сграда в град Скопие, Република Македония. Пощата е обявена за паметник на културата на 13 ноември 1967 година.
Сградата е построена в края на XIX век в северния дял на Скопската чаршия. Датирана е на каменна плоча над входа. Разположена е на източната страна на улица „Самоилова“ № 12, до сградата на Скопския конак, близо до Мустафа паша джамия. Сградата е построена във втората половина на ΧΙΧ век. Състои се от приземен и първи етаж. По-късно е построен още един етаж, който след Скопското земетресение в 1963 година е премахнат. В сградата е разположен Международният балкански университет.